# كلاتك (سياهو)
کلاتك (بالفارسية: کلاتک) هي قرية تقع في إيران في قسم سياهو الريفي. يقدر عدد سكانها بـ 17 نسمة .